# Dokós (île)
Dokós (grec moderne : Δοκός) est une île de Grèce, située en mer Égée, entre Hydra et le Péloponnèse. Elle appartient au dème d'Hydra. La population en 2011 s'élevait à 18 habitants.

## Histoire

### Archéologie
Les premières traces de peuplement sur l'île de Dokos datent du Néolithique, vers le Ve millénaire av. J.-C.. Autrefois l’île était appelée Aperopia. L’archéologie révèle qu’au IIIe millénaire av. J.-C., la population connait une croissance significative grâce à l'évolution des techniques de navigation. Dans l'Antiquité, l'île est reconnue comme un point stratégique pour le contrôle du trafic maritime de la Laconie et du golfe Argolique vu son excellente position géographique. 

### Époque moderne
En 1821, pendant la guerre d'indépendance grecque, la flotte navale d'Hydra utilise l'île de Dokos comme port d'hivernage. En 1923, à l'extrémité occidentale de l'île, un phare de 9 m de haut et d'une focale de 23 m est construit. Le phare alterne toutes les 12 secondes entre un éclat de lumière blanche et un éclat de lumière rouge, visibles respectivement à 9,7 km et 6,5 km.

## Vestiges d'un naufrage antique
C'est le site du naufrage d'un navire au IIIe millénaire avant notre ère: l'épave de Dokós (en), dont seule la cargaison a été conservée, les parties en bois s'étant décomposées depuis longtemps. Les vestiges ont été découverts en 1975 par l'archéologue sous-marin Peter Throckmorton. Il s'agit du plus ancien naufrage connu au monde. Le navire était chargé de nombreuses poteries qui ont été datées de la période du Cycladique ancien I, entre 2700 et 2200 av. J.-C. environ et proviennent des îles des Cyclades. On a également retrouvé des bols et des saucières d'un type très répandu en Grèce centrale et en Grèce du sud  à cette époque. Le style de céramique des saucières a été rapproché de celui des productions d'Askitarió, en Attique, mais peuvent aussi ressembler à celles de Lerne ou des Cyclades. Plusieurs ancres de navires ont été retrouvées à l'emplacement où se trouvait l'épave, ainsi que des meules, souvent utilisées par les marins comme ballast.
Cette découverte a permi de mieux comprendre l'épopée cananéenne au Bronze ancien.